# Храм Светих мученица Вере, Наде, Љубави и мајке им Софије у Земуну
Храм Светих мученица Вере, Наде, Љубави и мајке им Софије је храм Српске православне цркве који се налази у београдској општини Земун.

## Опште информације
Храм се налази у земунском насељу Нова Галеника, а припада епархији сремској. Изградња храма почела освештавањем земљишта и крста храма, у августу 2013. године.
Дана 25. маја 2014. патријарх српски Иринеј освешта је темеље храма и обратио се окупљенима :
„Нека је благословен данашњи дан, нека су благословени крстови и ови темељи данас. Ми подижемо Храм вером народа, доброчинством и духовном потребом. Овај Храм биће светионик Православља и испуњење жеље народа да се на овом месту подигне Црква”
Овај храм данас представља место окупљања мештана насеља Нова Галеника, а посвећен је Вери, Нади и Љубави и мајцу им Софији, хришћанским светитељкама и мученицама из 2. века.